# إرنست ماس
إرنست ماس (بالإنجليزية: Ernest Maas)‏ هو منتج أفلام وكاتب سيناريو أمريكي، ولد في 22 يناير 1892، وتوفي في 21 يوليو 1986 بسبب مرض باركنسون.

## وصلات خارجية
- إرنست ماس على موقع IMDb (الإنجليزية)
- إرنست ماس على موقع قاعدة بيانات الفيلم (الإنجليزية)